# Daniel Cornelius Danielssen
Daniel Cornelius Danielssen est un médecin et un zoologue norvégien, né le 4 juillet 1815 à Bergen et mort le 13 juillet 1894 dans cette même ville.
Ce dermatologue découvre avec Gerhard Armauer Hansen (1841-1912) (son gendre) le bacille responsable de la lèpre. Il fait de Bergen l’un des principaux centres de recherche sur cette maladie du XIXe siècle.
Danielssen est également l’auteur de travaux sur les animaux marins, principalement les éponges et les polychètes. 

## Distinctions
- Commandeur de l'ordre de Saint-Olaf

## Source
- (en) BEMON